# Черкез-Кош
Черкез-Кош, Черкес-Кош (крим. Çerkez Qoş) — гора в Криму, у південно-східній частині Бабуган-яйли. Висота 1394 м. Скеляста з півдня. Знаходиться за 3 км на північ від села Запрудне (Алушта). Вершина двогорба. Гора скеляста з характерними скелями-сходинками.